# ماری-فلیسیته بروسه
ماری-فلیسیته بروسه (فرانسوی: Marie-Félicité Brosset‎؛ ۲۴ ژانویهٔ ۱۸۰۲ – ۳ سپتامبر ۱۸۸۰) خاورشناس اهل فرانسه و متخصص در مطالعات مربوط به گرجستان و ارمنستان بود.